# 1974 في الهند
فيما يلي قوائم الأحداث التي وقعت خلال عام 1974 في الهند.

## سياسة

### تعيين في المنصب
- 24 أغسطس – فخر الدين علي أحمد رئيس الهند.

## مواليد

### يناير
- 9 يناير – فرحان أختر[1]
- 10 يناير – هريثيك روشان ممثل هندي.
- 25 يناير – إيميلي هاينس

### فبراير
- 4 فبراير – أورميلا ماتوندكار ممثلة هندية.[2]
- 25 فبراير – ديفيا بهارتي ممثلة هندية.[3]

### مارس
- 8 مارس – فاردين خان

### أبريل
- 22 أبريل – تشيتان بهجت[4]

### مايو
- 19 مايو – نواز الدين صديقي ممثل هندي.

### يونيو
- 7 يونيو – ماهيش بوباثي لاعب كرة مضرب هندي.[5]
- 25 يونيو – كاريشما كابور ممثلة هندية.

### أغسطس
- 5 أغسطس – كاجول ممثلة أفلام هندية.[6]

### سبتمبر
- 8 سبتمبر – سينغوبتا نيل إندرا ممثل هندي.

### أكتوبر
- 9 أكتوبر – فيفيك كندرا
- 26 أكتوبر – رافينا تاندون ممثلة هندية.[7]

### نوفمبر
- 10 نوفمبر – سيمون سينغ ممثلة هندية.[8]

### ديسمبر
- 29 ديسمبر – توينكل خانا ممثلة هندية.[9]

## وفيات

### فبراير
- 4 فبراير – ساتيندرا ناث بوز (مواليد 1894)[10]
- 11 فبراير – سيد مجتبى علي (مواليد 1904)

### أكتوبر
- 27 أكتوبر – البركتي (مواليد 1911)